# Dornie
Dornie (Schots-Gaelisch: An Dòrnaidh) is een voormalig vissersdorp in de Schotse lieutenancy Ross and Cromarty in het raadsgebied Highland met ongeveer 360 inwoners.
In de buurt van Dornie ligt Eilean Donan Castle een van oorsprong dertiende-eeuws kasteel.